# Kjersti Holmen
Kjersti Holmen (Nøtterøy, 8 febbraio 1956 – 26 settembre 2021) è stata un'attrice norvegese.

## Filmografia parziale

### Cinema
- Orions belte, regia di Ola Solum e Tristan de Vere Cole (1985)
- Herman, regia di Erik Gustavson (1990)
- Telegrafisten, regia di Erik Gustavson (1993)
- La lunga estate di Otto (Ti kniver i hjertet), regia di Marius Holst (1994)
- Jakten på nyresteinen, regia di Vibeke Idsøe (1996)
- 1732 Høtten, regia di Karin Julsrud (1998)
- Il mondo di Sophie (Sofies verden), regia di Erik Gustavson (1999)
- S.O.S., regia di Thomas Robsahm (1999)
- Kvinnen i mitt liv, regia di Alexander Eik (2003)
- Salto, salmiakk og kaffe, regia di Mona J. Hoel (2004)
- Elsk meg i morgen, regia di Petter Næss (2005)
- Kunsten å tenke negativt, regia di Bård Breien (2006)
- Max Manus, regia di Joachim Rønning e Espen Sandberg (2008)
- Upperdog, regia di Sara Johnsen (2009)
- En ganske snill mann, regia di Hans Petter Moland (2010)
- Maskeblomstfamilien, regia di Petter Næss (2010)
- Mennesker i solen, regia di Per-Olav Sørensen (2011)

### Televisione
- Röd snö - miniserie TV, 6 episodi (1985)
- Den spanske flue - film TV (1990)
- Olsenbandens første kupp - serie TV, 15 episodi (2001)
- Hege & Holmen - serie TV, 12 episodi (2002-2003)

## Premi
- Premio Amanda
  - 1993: "Årets birolle" (Telegrafisten)
  - 2000: "Årets kvinnelige skuespiller" (S.O.S.)
  - 2009: "Premio alla carriera"